# Kanchanpur District
Kanchanpur District er et af Nepals 75 administrative og politiske regioner, betegnet distrikter (lokalt betegnet district, zilla, jilla el. जिल्ला). Kanchanpur er et distrikt i lavlandet Terai, som ligger i Mahakali Zone i Far-Western Development Region.
Kanchanpur areal er 1.610 km² og der boede ved folketællingen 2001 i alt 377.899 og i 2007 422.113 i distriktet. Distriktets politiske organ District Development Committee er sammensat gennem indirekte valg, med repræsentation fra hver af de 9-17 administrative enheder ilakaer, hvert distrikt er opdelt i.
Kanchanpur District er endvidere opdelt i 20 udviklingskommuner (lokalt navn: Gaun Bikas Samiti (G.B.S.) el. Village Development Committee (VDC)), hvoraf byer med over 10.000 indbyggere kategoriseres som købstæder (municipalities).
Kanchanpur District er udviklingsmæssigt – gennem anvendelse af FN og UNDP's Human Development Index – kategoriseret som nr. 39 ud af Nepals 75 distrikter.

## Eksterne links
- Kort over Kanchanpur District
- Kanchanpur District sundhedsprofil – fra FN-Nepal (på engelsk)

28°50′N 80°20′Ø / 28.83°N 80.33°Ø